# داکوتا (ترانه)
«داکوتا» (به انگلیسی: Dakota) (در آمریکا با نام «‎Dakota (You Made Me Feel Like The One)‎» انتشار یافت) نام تک‌آهنگی از گروه استریوفونیکس است. این تک‌آهنگ اولین آهنگ از پنجمین آلبوم این گروه ولشی یعنی زبان، سکس، خشونت، دیگر؟ است که در ۲۸ فوریه ۲۰۰۵ انتشار یافت. این آهنگ اولین آهنگ این گروه است که در صدر فهرست مدرن راک ترک بریتانیا قرار گرفت و در مجموع، ۲۰ هفته درصدر بود و حدود ۲۲ هفته نیز بیش‌ترین میزان دانلود را داشت.